# 카가와 료스케

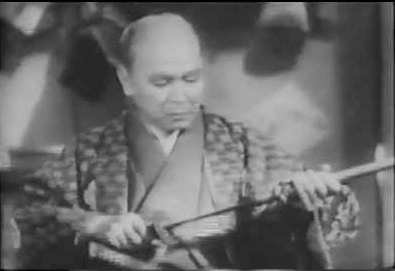

카가와 료스케(Ryosuke Kagawa, 1896년 10월 10일 ~ 1987년 4월 17일)는 일본의 배우이다.
사가현에서 태어났다.

## 영화
- 대보살 고개 (1966년)
- 검귀 (1965년)
- 추신구라 - 47로닌 (1962년)
- 오사카 캐슬 스토리 (1961년)
- 산쇼다유 (1954년)
- 우게쯔 이야기 (1953년)
- 애처 이야기 (1951년)
- 무호마츠의 일생 (1943년)
- 원앙새 노래대항전 (1939년)